# Frances Marion
Frances Marion (født Marion Benson Owens den 18. november 1888, død 12. maj 1973) var en amerikansk journalist, forfatter og filmmanuskriptforfatter der ofte nævnes som den mest kendte kvindelige filmmanuskriptforfatter i det 20. århundrede.
Hun blev født i San Francisco, Californien og arbejde som journalist og som oversøisk som krigskorrespondent under anden verdenskrig. På hendes vej hjem flyttede hun til Los Angeles og blev hyret som skriveassistent af "Lois Weber Productions", et filmselskab ejet og drevet af den kvindelige filminstruktør Lois Weber. 
Som Frances Marion skrev hun mange manuskripter til skuespilleren/filmskaberen Mary Pickford, inklusive Rebecca of Sunnybrook Farm og The Poor Little Rich Girl. Hun var den første kvinde til at vinde en Oscar for bedste filmatisering i 1930 for filmen The Big House. Hun modtog en oscar for bedste historie for The Champ i 1932. Hun blev krediteret for at skrive 300 manuskripter og producere over 130 film.